# Milan Konjović
Milan Konjović (Sombor 1898. - Sombor 1993.), srpski slikar, kazališni scenograf i kostimograf.

## Životopis
Milan Konjović je rođen 28. siječnja 1898. godine u Somboru gdje još u gimnaziji 1914. godine prvi put izlaže pedesetak radova slikanih u prirodi. Na Akademiju likovnih umjetnosti u Pragu upisuje se 1919. godine u klasi Vlahe Bukovca, gdje studira samo dva semestra. Nastavlja raditi samostalno, u Pragu uz savjete avangardnog češkog slikara Jana Zrzavija, u Beču i po njemačkim muzejima u Münchenu, Berlinu i Dresdenu. U Parizu od 1924. do 1932. godine postiže zapažene uspjehe samostalnim izložbama kao i na izložbama na pariškim Salonima. Tu nastaje njegova "plava faza". Po povratku u Sombor 1932. godine posvetio se slikanju rodnog kraja, vojvođanskih pejzaža, ljudi i ambijenata, s "izletima" u Dalmaciju. Ta "crvena faza" obuhvaća razdoblje do 1940. godine. Za vrijeme Drugog svjetskog rata je u zarobljeništvu u Osnabrücku. Poslije povratka 1943. godine nastaju Konjovićevi pasteli u ulju koji do 1952. godine čine umjetinikovu "sivu fazu". Od 1953. godine u "kolorističnoj fazi" plamsa opet čista intenzivna boja. Nova slikarska orijentacija traje na radovima "asocijativne faze" od 1960. do 1980., a 1985. počinje s pravim varijacijama na temu bizantske umjetnosti i do kraja 1990. godine nastaje tridesetak dijela nove "bizantske faze". 
Opus slikara Milana Konjovića je preko 6.000 radova: ulja, pastela, akvarela, tempera, crteža, tapiserija, kazališnih scenografija, skica za kostime, vitraža, mozaika i grafika. Stvorio je osobni prepoznatljivi stil ekspresionističkog temperamenta. Doživio je punu osobnu afirmaciju na 294 samostalne i 693 kolektivne izložbe u Jugoslaviji, Srbiji i brojnim centrima Europe (Prag, Budimpešta, Beč, London, Amsterdam, Rim, Pariz, Atena, Moskva) i svijeta (Sao Paolo, New York, San Francisco...).
U Somboru, umjetnikovom rodnom gradu, od 1966. godine otvorena je Galerija "Milan Konjović" u kojoj se trenutačno nalazi više od 1.060 djela.
Milan Konjović je bio član Vojvođanske akademija nauka i umetnosti u Novom Sadu, dopisni član Jugoslavenske akademije znanosti i umjetnosti u Zagrebu i član Srpske akademije nauka i umetnosti u Beogradu.
Bio je počasni predsjednik Kolonije naive u tehnici slame.
Umro je u Somboru 20. listopada 1993. godine.

## Razdoblja
- Rana faza (1913. – 1928.)
- Plava faza (1929. – 1933.)
- Crvena faza (1934. – 1940.)
- Siva faza (1945. – 1952.)
- Koloristična faza (1953. – 1960.)
- Asocijativna faza (1960. – 1985.)
- Bizantska faza (1985. – 1990.)

## Vanjska poveznica
- Galerija "Milan Konjović", Sombor